# 光澤遠環蚓
光澤遠環蚓（学名：Amynthas candidus）为巨蚓科遠環蚓屬下的一个种。